# واليريان أحمر
واليريان أحمر أو وشعة حمراء أو عصاية الناطور الحمراء (الاسم العلمي: Centranthus ruber) هو نبات معمر شائع أمرط من فصيلة الناردينيات. سوقه متعددة، عارية القاعدة، تعلو حتى 150 سم. أوراقه خطية سنانية. أزهاره سنمات متطاولة متقطعة. مهماز بطول الأنبوب تقريبًا. التاج زهي اللون الوردي. يزهر من حزيران إلى تشرين الأول على الصخور وبين الرجوم. انتشاره الجغرافي: النموذج عبر القوقاز، أرمينيا، الضّرب: تركيا، سوريا، لبنان.

## الخصائص الطبية
لا تختلف عن باقي الناردينيات لكنها اضعف منها. يُعتبر النبات دواء التوازن العصبي، مضاد للتشنج والتخلج، مسكن ألم ومنوم، يفيد الإثارات العصبية والنفسية والأرق والاكتئاب.

## الروابط الخارجية
- Jepson Manual species treatment
- Entry in the Plants for a Future database